# Bolesław Szomek
Bolesław Jan Szomek (ur. 15 maja 1858 w Sanoku, zm. 27 maja 1910 we Lwowie) – polski nauczyciel, polonista.

## Życiorys
Bolesław Jan Szomek urodził się 15 maja 1858 w Sanoku. Jego rodzicami byli Wenzel (Wacław) Schomek (w połowie XIX wieku inspektor oddziału podatkowego cyrkułu sanockiego, także sekretarz Dyrekcji Skarbu, zm. przed 1892) i Franciszka z domu Walz (1827-1892). Miał rodzeństwo: Amelię (1853-1940, po mężu Czyczajczuk), braci Wacława (1855-1910, sędzia, prokurator), Wilhelma (1857-1940, inżynier w Sanoku, mierniczy przysięgły), Natalię Józefę (ur. 1861, żona Kazimierza Krawczyńskiego).
Kształcił się w gimnazjach w Tarnopolu i we Lwowie. Maturę zdał w 1877. Studiował na Wydziale Filozoficznym Uniwersytetu Jagiellońskiego od 1877 do 1880. Dwa ostatnie półrocza roku akademickiego 1880/1881 odbył na Uniwersytecie w Pradze. Jeszcze podczas studiów, w 1884 nakładem Akademii Umiejętności wydano jego pracę dotyczącą twórczości Piotra Kochanowskiego. W 1884 wydrukowano jego pracę dotyczącą języka i formy utworów Mikołaja Reja.
21 maja 1886 w komisji krakowskiej otrzymał świadectwo kwalifikacyjne z języka polskiego. Wstąpił do służby nauczycielskiej i dekretem Prezydenta C. K. Rady Szkolnej Krajowej z 11 września 1886 jako egzaminowany kandydat nauczycielski został mianowany suplentem (zastępcą nauczyciela) w C. K. II Gimnazjum we Lwowie z językiem niemieckim wykładowym. W szkole uczył języka polskiego w wyższym gimnazjum oraz filologii klasycznej w niższym gimnazjum. Brał udział w powołanej przez C. K. Radę Szkolną Krajową 7 lipca 1888 komisji do ułożenia szczegółowego planu nauki języka polskiego w szkołach średnich. Od 1 stycznia do września 1890 był współpracownikiem lwowskiego czasopisma „Muzeum”. Rozporządzeniem C. K. Ministra Wyznań i Oświecenia z 26 czerwca 1890 oraz reskryptem C. K. Rady Szkolnej Krajowej z 28 lipca 1890 w charakterze zastępcy nauczyciela C. K. Gimnazjum we Lwowie został mianowany nauczycielem rzeczywistym C. K. I Gimnazjum w Rzeszowie, zaś reskryptem z 27 sierpnia 1890 tegoż ministra otrzymał zezwolenie na zamianę posadami nauczycielskimi z Janem Karolem Całczyńskim, profesorem C. K. Gimnazjum w Sanoku. W sanockim gimnazjum uczył języka greckiego, języka polskiego, historii kraju rodzinnego i był zawiadowcą biblioteki szkolnej. W sprawozdaniu szkolnym sanockiego gimnazjum z 1892 wydrukowano jego kolejną pracę analizującą przypadek genetivu w twórczości Mikołaja Reja.
Reskryptem z 24 czerwca 1892 C. K. Ministra Wyznań i Oświecenia otrzymał posadę w C. K. Gimnazjum Franciszka Józefa we Lwowie (opróżnioną po Franciszku Próchnickim). Reskryptem C. K. Rady Szkolnej Krajowej z 12 września 1893 został zatwierdzony w zawodzie nauczycielskim i otrzymał tytuł c. k. profesora. W III Gimnazjum uczył języka greckiego, języka polskiego i był zawiadowcą polskiej czytelni młodzieży (od około 1896/1897 polskiej i ruskiej). Przebywał na urlopie od 3 maja do 15 lipca 1899 oraz w całym roku szkolnym 1899/1900. Ponownie uczył w III Gimnazjum od roku szkolnego 1900/1901. Reskryptem z 15 września 1899 otrzymał VIII rangę w zawodzie z dniem 1 stycznia 1900, a rozporządzeniem z 7 października 1905 posunięty do VII rangi. Pozostając formalnie profesorem III Gimnazjum w roku szkolnym 1906/1907 przebywał na urlopie. Przez lata pracy w III Gimnazjum we Lwowie publikował na łamach pisma „Muzeum” prace polonistyczne oraz recenzje. Rozporządzeniem C. K. Rady Szkolnej Krajowej z 10 stycznia 1908 został przeniesiony w stały stan spoczynku.
Był członkiem Macierzy Szkolnej dla Księstwa Cieszyńskiego, Towarzystwa Nauczycieli Szkół Wyższych we Lwowie. Przed 1907 został odznaczony austro-węgierskim Medalem Jubileuszowym Pamiątkowym dla Cywilnych Funkcjonariuszów Państwowych.
Zmarł w wyniku wieloletniej choroby piersiowej 27 maja 1910 we Lwowie w wieku 52 lat. Został pochowany w grobowcu rodzinnym na Cmentarzu Łyczakowskim we Lwowie (strefa 1a; spoczął tam także jego brat Wacław, zmarły 12 września 1910).

## Publikacje
- Instrumentalis pluralis deklinacji rzeczownikowej w pismach Piotra Kochanowskiego (w: Rozprawy i Sprawozdania z Posiedzeń Wydziału Filologicznego Akademii Umiejętności, T. VIII/1880, Kraków)[53][1][54]
- Instrumentalis i lokativus pluralis deklinacyi rzeczownikowej w dziele Mikołaja Reja z Nagłowic, Apocalipsis z 1565 roku (1884, Kraków)[1][55]
- O potrzebie głębszego zaznajomienia młodzieży naszej z przeszłością narodową (w: „Muzeum” Nr 10/1889)[56][1]
- Mowa prof. Stan. hr. Tarnowskiego wypowiedziana w Sejmie o sprawach szkolnych (w: „Muzeum” Nr 12/1889)[57][1]
- Genitivus u M. Reya pod względem synaktycznym (1892, Sanok)[58][59]
- Słowniczek ortograficzny o „Prawidłach pisowni” (1895, Lwów)[1]
- Uchwały Akademii umiejętności w sprawie pisowni wyrazów obcych (w: „Muzeum” Nr /1897)[1]
- Uchwały Akademii umiejętności w sprawie rozdzielania wyrazów (w: „Muzeum” Nr /1900)[1]
- Z praktyki szkolnej. Ustęp z Maryi Malczewskiego (II, 2) (w: „Muzeum” Nr /1903)[60][1]
- Jeszcze o pieśni masek słów kilka (w: „Muzeum” 1903)[1]